# Lucia Subano
Lucia Subano (* 15. Dezember 1967) ist eine ehemalige kenianische Langstreckenläuferin, die ihre größte Erfolge im Marathon und Halbmarathon hatte.
1997 gewann sie den Great North Run in 1:09:24 h und wurde Zweite beim Frankfurt-Marathon in ihrer persönlichen Bestzeit von 2:30:01 h. 1998 wurde sie Zweite beim Vienna City Marathon und 1999 Vierte beim Venedig-Marathon. 2000 gewann sie die Erstaustragung des Country Music Marathons. 2001 wurde sie Vierte und 2002 Sechste beim Los-Angeles-Marathon.